# 立法院法
立法院法（りっぽういんほう）とは、琉球政府の立法機関である立法院の組織・権能・運営等について、立法院が制定した立法。
日本の法令でいえば国会法（昭和22年法律第79号）に相当するものであり、条文の構成も国会法に準拠している。10回改正（米国民政府による改正も含む）がなされた。

## 構成
- 第1章 招集及び開会
- 第2章 会期及び休会
- 第3章 役員
- 第4章 議員
- 第5章 委員及び委員会
- 第6章 会議
- 第7章 質問
- 第8章 請願
- 第9章 院と住民及び官庁との関係
- 第10章 辞職、退職及び資格喪失
- 第11章 規律及び警察
- 第12章 懲罰
- 第13章 事務局
- 附則